# Rudolf Harbig
Rudolf (Rudi) Harbig (Dresden, 8 november 1913 - Kirovohrad, 5 maart 1944) was een Duitse middellangeafstandsloper. Op de Olympische Spelen van 1936 won Harbig de bronzen medaille op de 4 x 400 m estafette. In 1938 werd hij Europees kampioen op de 800 en de 4 x 400 m. Hij veroverde in totaal zeven nationale titels.

## Biografie

### Start atletiekloopbaan
De start van de atletiekloopbaan van Harbig begon in 1934. In Duitsland, waar dat jaar de voorbereidingen van de Olympische Spelen in Berlijn waren begonnen, werden talloze sportevenementen georganiseerd om nieuw talent te ontdekken. In dat verband vond op 24 juni 1934 in Dresden de Dag van de Onbekende Sportman plaats. Harbig, die in zijn schooltijd al veel aan sport had gedaan, waaronder hardlopen, nam die dag deel aan de 800 m. Hij versloeg zijn tegenstanders in 2.04, een overwinning die nauwelijks door het publiek werd opgemerkt. Slechts één sportexpert was in de aspirant-loper geïnteresseerd, Woldemar Gerschler, het toenmalige hoofd van de olympische trainingsgemeenschap in Dresden, die Harbig gedurende zijn gehele race had geobserveerd en die vervolgens besloot om de jongeman te steunen en te verzorgen. Hij zorgde ervoor dat Harbig toetrad tot de olympische trainingsgemeenschap, nam hem op in het team van de Dresder SC en trainde hem daar fysiek, technisch en tactisch, daarbij gebruik makend van de toen nog weinig bekende intervaltraining.
Binnen enkele jaren werd Harbig door Gerschler gekneed tot een uitzonderlijke atleet, die in 1936 voor de eerste maal Duits kampioen werd op de 800 m en die vervolgens werd opgenomen in de Duitse olympische ploeg.

### Twee jaar lang ongeslagen
Op de Spelen in Berlijn veroverde Harbig samen met zijn landgenoten Helmut Hamann, Friedrich von Stülnagel en Harry Voigt brons op de 4 x 400 m estafette. Het leek het begin van een imposante carrière, die zijn top had moeten vinden op de Olympische Spelen van 1940 of 1944. Velen zijn ervan overtuigd, dat hij op een van deze Spelen zeker een gouden medaille zou hebben veroverd. In de periode 1938-1940 won hij 55 achtereenvolgende wedstrijden op verschillende afstanden, met daarbij gouden medailles op de Europese kampioenschappen van Parijs in 1938 op de 800 m en de 4 x 400 m estafette.

### Records
Op 15 juli 1939 bereikte Harbig het hoogtepunt van zijn vorm, toen hij tijdens een landenwedstrijd van Duitsland tegen Italië in Milaan met een tijd van 1.46,6 een wereldrecord vestigde op de 800 m. Hiermee liep hij in één keer 1,8 seconden af van de 1.48,4 die Sydney Wooderson een jaar eerder als wereldrecord had gevestigd. Harbigs record zou pas zestien jaar later met minder dan één seconde worden verbeterd door de Belgische atleet Roger Moens. Een maand later voegde hij daar een tweede wereldrecord aan toe, toen hij op de 400 m in een rechtstreeks duel aartsrivaal Mario Lanzi versloeg in 46,0 s. Als wereldrecord zou deze tijd tot 1948 overeind blijven, maar als Europees record hield zijn prestatie het bijna even lang uit als zijn wereldrecord op de 800 m. Later voegde hij aan zijn palmares nog wereldrecords toe op de 1000 m en de 4 x 800 m estafette.

### WO II-slachtoffer
Door het uitbreken van de Tweede Wereldoorlog kreeg Harbig geen kans om te schitteren op de Spelen van 1940 of 1944. Bovendien werd hij zelf een van de slachtoffers. Op 5 maart 1944 sneuvelde hij als Oberfeldwebel aan het oostfront.
Omwille van zijn bijdragen aan de sport is het Rudolf-Harbig-Stadion in zijn geboortestad naar hem vernoemd.

## Titels
- Europees kampioen 400 m - 1938
- Europees kampioen 4 x 400 m - 1938
- Duits kampioen 400 m - 1942
- Duits kampioen 800 m - 1936, 1937, 1938, 1939, 1940, 1941

## Persoonlijke records
| Onderdeel | Prestatie      | Datum            | Plaats            |
| --------- | -------------- | ---------------- | ----------------- |
| 400 m     | 46,0 s (ex-WR) | 12 augustus 1939 | Frankfurt am Main |
| 800 m     | 1.46,6 (ex-WR) | 15 juli 1939     | Milaan            |
| 1000 m    | 2.21,5 (ex-WR) | 24 mei 1941      | Dresden           |

## Palmares

### 400 m
- 1942:  Duitse kamp. - 48,1 s

### 800 m
- 1936:  Duitse kamp. - 1.54,1
- 1936: 6e in serie OS - 1.56,8
- 1937:  Duitse kamp. - 1.50,9 (NR)
- 1938:  Duitse kamp. - 1.52,8
- 1938:  EK - 1.50,6
- 1939:  Duitse kamp. - 1.49,4 (NR)
- 1940:  Duitse kamp. - 1.51,6
- 1941:  Duitse kamp. - 1.54,0

### 4 x 400 m estafette
- 1936:  OS - 3.11,8
- 1938:  EK - 3.13,7

- Gemeinsame Normdatei: 123634245
- World Athletics: 14350596
- International Standard Name Identifier: 0000 0000 1474 8213
- Virtual International Authority File: 67378495
- WorldCat: E39PBJt3WdyF3TRmJBfCJg7GpP